# سیارک ۷۷۵۲
سیارک ۷۷۵۲ (به انگلیسی: 7752 Otauchunokai، نامگذاری:1988US) هفت هزار و هفتصد و پنجاه و دومین سیارک کشف شده‌است که در ۳۱ اکتبر ۱۹۸۸ کشف شد.
قدر مطلق سیارک برابر ۱۳٫۲۰ است.